# لانژ-گاردین (اوتاوه)
لانژ-گاردین، اوتاوه (به فرانسوی: L'Ange-Gardien) شهری در منطقه شهری له کولین-دو-لوتاوه ناحیه اوتاوه در استان کبک کانادا است. در سرشماری سال ۲۰۱۱ این شهر ۴٬۰۲۵ نفر جمعیت داشته‌است و مساحت آن ۲۲۴٫۱۷ کیلومتر مربع است.